# 王改民
王改民（1947年11月—），陕西咸阳人；中华人民共和国政治人物，书法家。现任中国书法协会会员，陕西省书法家协会副主席，西安交通大学兼职教授。曾任第十届陕西省政协常委，中共陕西省委秘书长，《陕西日报》社社长。

## 经历
1968年，王改民由西安商业学校毕业，分配到洛川县工作；1982年，调中共陕西省委咸阳地区委员会办公室。1984年，进入省委机关；历任政策研究室副处长、处长，省委办公厅副主任；1992年，升任省委副秘书长，先后兼任省委政策研究室主任、《陕西日报》社社长；2006年8月，晋升省委秘书长；2007年卸任。2008年1月，在第十届陕西省政协第一次会议上，当选常务委员。

## 著作
王改民的书法从“二王”入手、兼学赵书，还专注于右任的草书。
出版有《中国书法大典·当代书法名家系列作品集·王改民》、《鉴评本·王该民书法》、《中国长安书画家画库·王改民》、《王改民书法作品集》等。